# Åsa-Nisse i raketform
Åsa-Nisse i raketform är en svensk komedifilm från 1966 i regi av Ragnar Frisk.
Filmen hade premiär 26 augusti 1966 i Eksjö och Vetlanda.

## Handling[2]
Året är 1966 och rymdfarkoster var något nytt och spännande. Här får man följa Åsa-Nisse och Klabbarparn när de bygger sin egen rymdraket.

## Om filmen
Åsa-Nisse i raketform har visats i SVT, bland annat i maj 2018 och i maj 2024.

## Rollista[3]
- John Elfström – Åsa-Nisse
- Artur Rolén – Klabbarparn
- Brita Öberg – Eulalia
- Mona Geijer-Falkner – Kristin
- Gustaf Lövås – Sjökvist
- Gösta Krantz – landsfiskalen
- Julia Cæsar – Plåt-Jullan, pressfotograf
- Essy Persson – journalisten, Lapp-Lisan
- Bengt Bedrup – TV-mannen
- Gus Dahlström – Jönsson
- Stikkan Johansson – Knohultarn
- Eric Gustafsson – doktor Johnson
- Sven-Axel "Akke" Carlsson – busschauffören
- Lars Lennartsson

## Musik i filmen[4]
- "Gulli-Gullan", kompositör och text Jokkmokks-Jokke, sång Jokkmokks-Jokke
- "Vid Roines strand", text: Zacharias Topelius till melodin "'Tis the Last Rose of Summer" (irländsk folkmelodi med engelsk text av Thomas Moore), bearbetning: Björn Ulvaeus, sång: Hootenanny Singers